# Синтетическая теория миграции
Сетевая теория миграции (теория сетей миграции, синтетическая теория миграции) — предложенная социологом Д. Мэсси (Массеем, Douglas Massey) демографическая теория, объясняющая международную миграцию доминированием капиталистических отношений в нерыночных обществах.
С изменениями мирового рынка и преобладанием капиталистической модели экономики изменились и подходы к изучению социально-экономических поведений. В конце 20-го века родились новые теории миграции, одной из которых является «синтетическая теория» Д. Мэсси. Мэсси включил в основу своей теории положения классических теорий миграции.
Главным принципом его теории является глобализация экономического рынка, социальной и политической интеграции и, как следствие, глобализация рынка труда. Мэсси отмечает, что текущие процессы, имеющие отношение к международной миграции, могут функционировать на нескольких уровнях одновременно. Международная миграция, по Мэсси, возникает в ходе социальных, экономических и политических трансформаций, которые приводят к доминированию капиталистических отношений в нерыночных (плановая экономика) и дорыночных (сельскохозяйственных) обществах. В контексте глобального экономического перехода к общему рынку и капиталистическим отношениям разрушаются традиционные экономические и социальные связи, что приводит к вытеснению людей из обычного образа жизни (создание мобильных групп) и заставляет их искать новые пути экономического обогащения. Поэтому потоки миграции идут не из изолированных регионов, а из областей, где происходит трансформация рынка и включение его в глобальную экономику. «То есть миграция — это не недостаток развития рынка, а, наоборот, следствие его изменения».
Мобильные группы, ищущие экономического благополучия, прибегают к продаже своего труда на национальных и международных рынках. Это объясняет высокий уровень миграции в города, где заработная плата значительно выше, и в западные развитые страны.
Тем не менее, Мэсси отмечает, что уровень заработной платы не является решающим фактором в потоках миграции. Многие семьи, проживая во время глобальных перемен экономического рынка, посылают своих членов работать на других рынках труда в разных географических точках мира, обеспечивая тем самым себе гарантию от внутренних колебаний. В сельской местности экономические изменения приводят к переходу домохозяйств на самообеспечение, что требует новых технологий и подходов, не использованных ранее. Во время отсутствия страхования и переходного периода рынка такие шаги — большой риск. Поэтому, посылая рабочую силу за границу, домохозяйства гарантируют себе стабильный источник дохода в случае неурожая, падения цен и т. д.
На рынке, который переходит на капиталистическую модель, растёт потребность в предметах роскоши, но неразвитая система кредитования препятствует этому росту. Инвестиции в производство и потребление одновременно требуют больших вложений, такие вложения можно получить из-за границы посредством рабочей силы.
Массей также отмечает, что миграция имеет особенность к самопродолжению. Обосновавшись, мигранты привозят в страну пребывания свои семьи, родственников, друзей и т. д. Несмотря на последующие запреты, наложенные на иммиграцию со стороны властей, появляются компании, способствующие прибытию иммигрантов, в том числе, и нелегально. Таким образом, миграция превращается в хорошо налаженную сеть.
Страна, поставляющая рабочую силу, со временем, используя денежные поступления из-за границы, превращается в капиталистическую с развитым международным рынком.
Главным отличием теории Д. Мэсси от «неоклассической теории миграции» является отрицание размера зарплаты как главного фактора, влияющего на миграцию. В частности, Мэсси пишет: «Говоря языком практики, широкомасштабная международная миграция редко наблюдается при отсутствии разрыва в уровне зарплат, но существование разницы в зарплатах не гарантирует международную миграцию также, как её отсутствие не устраняет её.»